# Anarrhinum
Anarrhinum là chi thực vật có hoa trong họ Plantaginaceae.

## Phân bố
Các loài trong chi này có tại khu vực ven Địa Trung Hải tới Ethiopia, bao gồm Algérie, đảo Corse, Eritrea, Ethiopia, Pháp, Đức, Liban, Syria, Libya, Maroc, Palestine, Bồ Đào Nha, Ả Rập Saudi, bán đảo Sinai, Tây Ban Nha, Tunisia, Thổ Nhĩ Kỳ và Yemen.

## Các loài
Danh sách loài dưới đây lấy theo Plants of the World Online và The Plant List:
- Anarrhinum bellidifolium (L.) Willd., 1800: Có tại Pháp, trung nam Đức, Bồ Đào Nha, Tây Ban Nha.
- Anarrhinum corsicum Jord. & Fourr., 1866: Đảo Corse.
- Anarrhinum duriminium (Brot.) Pers., 1806: Tây bắc Tây Ban Nha và bắc Bồ Đào Nha.
- Anarrhinum forskaohlii (J.F.Gmel.) Cufod., 1963: Lebanon, Syria, Palestine, Saudi Arabia, Yemen.
  - Anarrhinum forskaohlii subsp. abyssinicum (Jaub. & Spach) D.A.Sutton, 1988: Eritrea, Ethiopia.
  - Anarrhinum forskaohlii subsp. pubescens D.A.Sutton, 1988: Sinai.
- Anarrhinum fruticosum Desf., 1798: Algeria, Morocco. Có thể có ở Tây Ban Nha.
  - Anarrhinum fruticosum subsp. brevifolium (Coss. & Kralik) D.A.Sutton, 1988: Tunisia, Libya.
  - Anarrhinum fruticosum subsp. demnatense (Coss.) Maire, 1934: Morocco.
- Anarrhinum × intermedium C.Simon, 1979: Loài lai ghép (= A. bellidifolium × A. duriminium). Có tại Bồ Đào Nha.
- Anarrhinum laxiflorum Boiss., 1838 = Anarrhinum bellidifolium subsp. laxiflorum (Boiss.) Malag., 1973: Miền bắc Morocco, miền nam Tây Ban Nha.
- Anarrhinum longipedicellatum R.Fern., 1959: Miền trung Bồ Đào Nha.
- Anarrhinum orientale Benth., 1846: Lebanon, Syria, Thổ Nhĩ Kỳ.
- Anarrhinum pedatum Desf., 1798: Algeria, Morocco, Tunisia.